# Massay
Massay är en kommun i departementet Cher i regionen Centre-Val de Loire i de centrala delarna av Frankrike. Kommunen ligger  i kantonen Vierzon 2e Canton som tillhör arrondissementet Vierzon. År 2022 hade Massay 1 347 invånare.

## Befolkningsutveckling
Antalet invånare i kommunen Massay
Referens:INSEE